# Warzecha (Tatry)

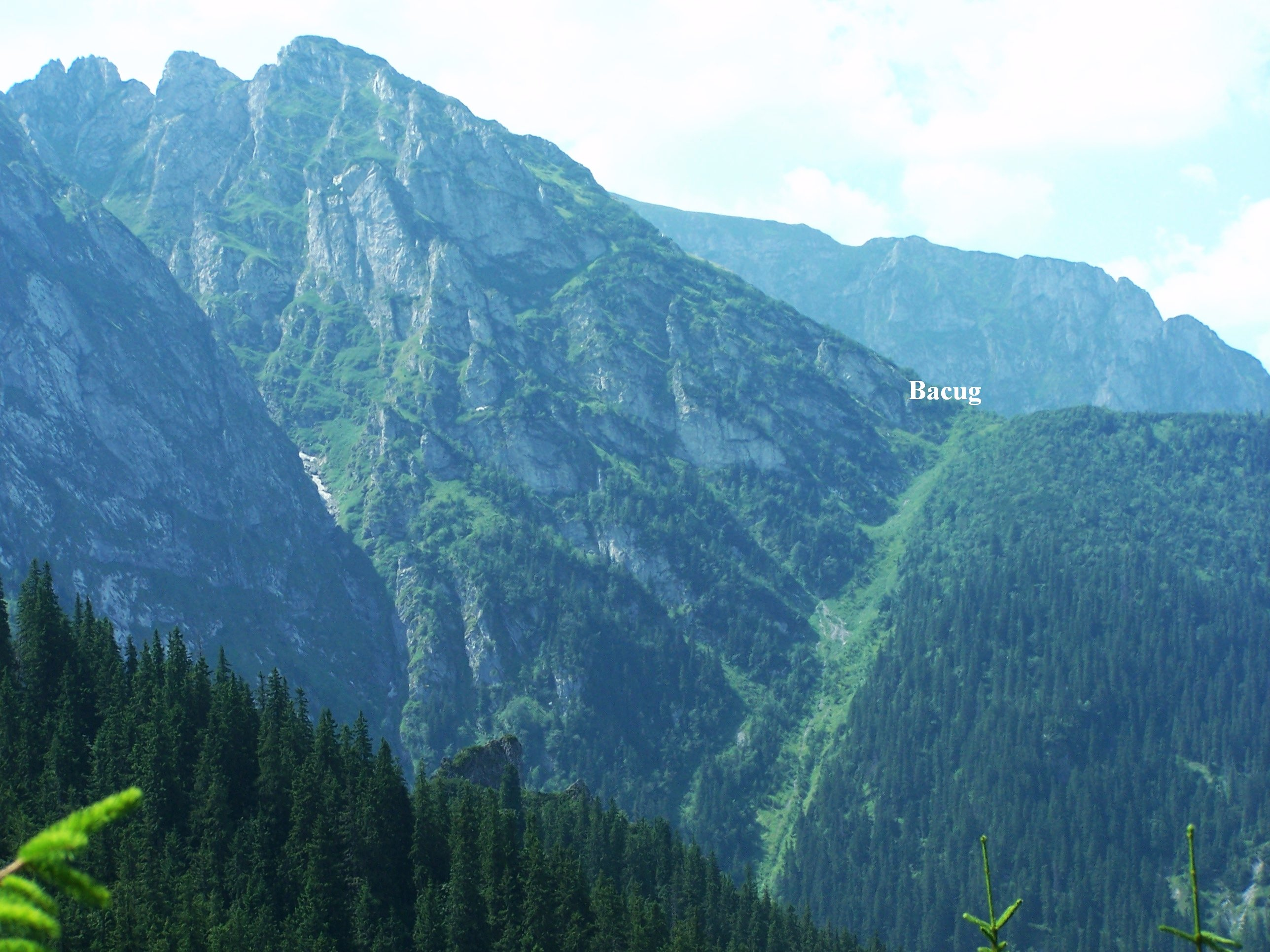
Widok z Sarniej Skały

Warzecha – żleb opadający z przełęczy Bacuch (1502 m n.p.m.) pomiędzy Małym Giewontem a Grzybowcem w Tatrach Zachodnich. Żleb ten opada do Małej Dolinki pod Giewontem (górne odgałęzienie Doliny Strążyskiej). Jest stromy, ale możliwy do przejścia. Dawniej prowadził nim turystyczny szlak na Giewont, obecnie zamknięty. Żleb jest suchy i ma trawiaste dno, obydwa jego zbocza porasta górnoreglowy las świerkowy. Dawniej był mniej zarośnięty i był wypasany (tereny Hali Giewont). Obecnie stopniowo zarasta. Zbocze Grzybowca po jego orograficznie lewej stronie nosi nazwę Mały Bacuch.
Nazwa żlebu pochodzi od drewnianej łyżki – warzechy, która dawniej na Podhalu służyła do mieszania w kotle i nabierania, np. żentycy.